# مرض آلزهايمر والاضطرابات المرتبطة به
مرض آلزهايمر والاضطرابات المرتبطة به (Alzheimer Disease and Associated Disorders) هي مجلة تصدر كل ثلاث أشهر تراجع نظائر المجلات الطبية التي تنشر نتائج البحوث الأصلية وتنشرأساليب جديدة لتشخيص وعلاج مرض الزهايمر والاضطرابات المتعلقة بها.

## روابط خارجية
- الموقع الرسمي